# Хуайшан
Хуайша́н (кит. упр. 淮上, пиньинь Huáishàng) — район городского подчинения городского округа Бэнбу провинции Аньхой (КНР).

## История
Когда-то в этом месте существовал посёлок Сяобэнбу (小蚌埠镇). Во времена империи Цин, когда на месте современного Бэнбу размещались власти Фэнъянской управы (凤阳府), в посёлке Сяобэнбу была размещена её архивная служба. В 1863 году посёлок Сяобэнбу на стыке уездов Фэнъян, Хуайюань и Линби был выделен в отдельную административную сущность, подчинённую напрямую властям Фэнъянской управы. После Синьхайской революции в Китае была проведена реформа структуры административного деления, в ходе которой области и управы были ликвидированы; особый район на стыке трёх уездов также был упразднён.
В 1947 году из уезда Фэнъян был выделен город Бэнбу, и эти места вошли в его состав. В 1949 году здесь был образован район Сяобэнбу (小蚌埠区). В 1956 году он был переименован в Пригородный район (郊区)
В 2004 году Пригородный район был переименован в Хуайшан.

## Административное деление
Район делится на 1 уличный комитет и 5 посёлков.